# ヂャイアント・コニー600
ヂャイアント・コニー600とは、愛知機械工業が、日本国内向けに製造販売していた普通商用自動車（1960年代当時、ライトバン及びピックアップトラック）である。ヂャイアント・コニー360のバリエーションモデルである。